# Gouvernement Hassan Akhund
Émirat islamique d'Afghanistan
Ghani II 
Le gouvernement Hassan Akhund est le gouvernement de l'émirat islamique d'Afghanistan depuis le 7 septembre 2021,.

## Historique
Les talibans annoncent le 19 août 2021 la reformation de l'Émirat islamique, après avoir repris le contrôle du pays au cours d'une offensive armée. Ils indiquent que les structures de gouvernance restent à déterminer, mais que toute idée démocratique est exclue, l'unique base du régime étant la charia,.
Après avoir été repoussée à plusieurs reprises, la formation du gouvernement est finalement annoncée le 7 septembre suivant.
Composé exclusivement de talibans et exclusivement masculin, le gouvernement compte essentiellement des pachtounes, l'ethnie majoritaire dans le pays, ainsi qu'un tadjik et un hazara. Enfin, le ministère pour la Promotion de la vertu et la Répression du vice remplace le ministère de la Femme.

## Composition

### Gouvernement intérimaire (23 août – 7 septembre 2021)
| Poste                                | Titulaire | Titulaire               | Parti    |
| ------------------------------------ | --------- | ----------------------- | -------- |
| Ministre de la Défense               |           | Gul Agha Ishakzai (en)  | Talibans |
| Ministre des Finances                |           | Abdul Qayyum Zakir (en) | Talibans |
| Ministre de l'Enseignement supérieur |           | Abdul Baqi Haqqani (en) | Talibans |
| Ministre de l'Éducation              |           | Hemat Akhundzada (en)   | Talibans |
| Ministre de l'Intérieur              |           | Ibrahim Sadr            | Talibans |

### Initiale (7–21 septembre 2021)
| Poste                                                                   | Titulaire | Titulaire                       | Parti    |
| ----------------------------------------------------------------------- | --------- | ------------------------------- | -------- |
| Premier ministre                                                        |           | Mohammad Hassan Akhund          | Talibans |
| Premier vice-Premier ministre                                           |           | Abdul Ghani Baradar             | Talibans |
| Second vice-Premier ministre                                            |           | Abdul Salam Hanafi (en)         | Talibans |
| Ministre de la Défense                                                  |           | Mohammad Yaqoub                 | Talibans |
| Ministre de l'Intérieur                                                 |           | Seraj Haqqani                   | Talibans |
| Ministère des Affaires étrangères                                       |           | Amir Khan Muttaqi (en)          | Talibans |
| Ministre des Finances                                                   |           | Hidayatullah Badri (en)         | Talibans |
| Ministre de l'Éducation                                                 |           | Noorullah Munir (en)            | Talibans |
| Ministre de l'Information et de la Culture                              |           | Khairullah Khairkhwa            | Talibans |
| Ministre de l'Économie                                                  |           | Din Mohammad Hanif (en)         | Talibans |
| Ministre du Hajj et des Awqaf                                           |           | Noor Mohammad Saqib (en)        | Talibans |
| Ministre de la Justice                                                  |           | Abdul Hakim Ishaqzai (en)       | Talibans |
| Ministre des Frontières et des Affaires tribales                        |           | Noorullah Noori                 | Talibans |
| Ministre de la Ruralité                                                 |           | Mohammad Younus Akhundzada (en) | Talibans |
| Ministre de l'Agriculture                                               |           | Moulvi A.R. Rashid              | Talibans |
| Ministre des Travaux publics                                            |           | Abdul Manan Omari (en)          | Talibans |
| Ministre des Mines et du Pétrole                                        |           | Mohammad Esa Akhund             | Talibans |
| Ministre de l'Énergie et de l'Eau                                       |           | Abdul Latif Mansur (en)         | Talibans |
| Ministre de l'Aviation civile et des Transports                         |           | Hamidullah Akhundzada (en)      | Talibans |
| Ministre de l'Enseignement supérieur                                    |           | Abdul Baqi Haqqani (en)         | Talibans |
| Ministre des Télécommunications                                         |           | Najibullah Haqqani (en)         | Talibans |
| Ministre des Réfugiés                                                   |           | Khalil Haqqani                  | Talibans |
| Ministre de la Promotion de la vertu et la Répression du vice           |           | Mohammad Khalid (en)            | Talibans |
| Vice-ministres                                                          |           |                                 |          |
| Vice-ministre de la Défense                                             |           | Mohammad Fazl (en)              | Talibans |
| Vice-ministre des Affaires étrangères                                   |           | Shir Mohammad Abbas Stanikzai   | Talibans |
| Vice-ministre de l'Intérieur                                            |           | Noor Jalal (en)                 | Talibans |
| Vice-ministre de l'Information et de la Culture                         |           | Zabihullah Mujahid              | Talibans |
| Vice-ministre de l'Intérieur, chargé de la lutte contre les stupéfiants |           | Abdul Haq Akhund (en)           | Talibans |